# Patrick McGoohan
Patrick Joseph McGoohan (Astoria, Queens, New York, 1928. március 19. – Santa Monica, Kalifornia, 2009. január 13.) kétszeres Primetime Emmy-díjas amerikai születésű angol–ír színész, forgatókönyvíró és rendező, aki Írországban és Nagy-Britanniában nevelkedett, ahol létrehozta kiterjedt színpadi és filmes karrierjét. Jó barátja volt Peter Falknak.

## Élete
Patrick Joseph McGoohan néven született Astoria, Queens, New Yorkban, Thomas McGoohan és Rose Fitzpatrick gyermekeként. Szülei Írországban éltek, majd kivándoroltak munkakeresés miatt az Egyesült Államokba. Szülei révén római katolikus neveltetésben részesült. Nem sokkal a születése után szülei visszaköltöztek Írországba (Mullaghmore, County Leitrim), hét évvel később pedig az angliai Sheffieldbe. Így McGoohan a sheffieldi St Vincent Iskolában tanult. Azután a Ratcliffe-i főiskolán, ahol kitűnt matematikai tudásban és bokszban. Majd 16 évesen otthagyta az iskolát, és visszatért Sheffieldbe, ahol dolgozott mint csirkegazda, banktisztviselő, teherautóvezető, valamint színpadi vezetőként a sheffieldi Repertory Színházban. Amikor az egyik szereplő beteg lett, McGoohan beállt a helyére, így indult el színészi karrierje.

## Filmes pályafutása

### Kezdetek
Filmes pályafutása 1955-ben vette kezdetét. Az első filmes megjelenése a The Dam Busters c. (1955) filmben betöltött mellékszerepe volt, mint állóőr az eligazító szobán kívül. További szerepei szintén mellékszerepek voltak film- és tévésorozatokban, egészen 1960-ig.

### 1960-tól az 1990-es évekig
Figyelemreméltó szerepe az 1960-as Danger Man című televíziós sorozat John Drake titkos ügynöke, majd később egy másik ilyen sorozat, az 1967-es The Prisoner volt. Itt Number Sixet alakította.
McGoohan további filmes szerepei közé tartozott a Zebra kutatóbázis (1968), (amelyért a kritikusok elismerték), a Száguldás gyilkosságokkal (1976), mely Gene Wilder és Richard Pryor főszereplésével készült. 1977-ben főszerepet kapott a Rafferty TV-sorozatban, ahol egy korábbi hadseregnek az orvosát alakítja, aki már visszavonult, és magánpraxist működtet. Ám 10 epizód után McGoohan megunta, és láthatóan nagyon elégedetlen volt ezzel a szereppel. 1979-ben már Clint Eastwooddal együtt játszhatott a Szökés Alcatrazból-ban, ahol egy kegyetlen börtönigazgatót formálhatott meg. Ezt követően David Cronenberg horrorfilmjében, az 1981-es Agyfürkészőkben játszott.
McGoohan ez idő alatt a Columbo sorozat 4 epizódban is feltűnt, mint gyilkos, valamint öt epizód munkálataiból is kivette a részét, hol producerként, hol rendezőként. A Hajnali derengés című 1975-ös részben egy karrierjét féltő ezredest alakított, majd az 1998-as Béke poraira c. epizódban egy gyilkos temetkezési vállalkozót. Ezen két filmbeli alakításáért Emmy-díjjal jutalmazták.

### A 2000-es évek
McGoohan utolsó munkáit szinkronhangként végezte, először 2000-ben A Simpson család egyik epizódjában, Az ál-Homerben, mint Number-Six hangja, majd 2002-ben, mint Billy Bones, az aligátorteknős-szerű lény eredeti hangja A kincses bolygó című animációs filmben. Ugyanebben az évben megkapta a Prometheus Hall of Fame-díjat, a The Prisoner című filmsorozatbeli szerepéért.
Neve kapcsolódott még számos félbeszakadt film gyártási kísérletéhez, például a The Prisoner új filmváltozatának a létrejöttéhez. 2002-ben, a rendező Simon Westtel együtt írta alá az egyik változat létrejöttét. Ebben McGoohan vezető producerként működött volna közre, amely azonban soha nem jött létre. McGoohan már nem vett részt annak a The Prisoner filmnek a projektjén, amely végül elkészült.

## Magánélete
McGoohannek élete során csak egy felesége volt: beleszeretett Joan Drummond amerikai színésznőbe, akinek állítólag minden nap írt valamilyen szerelmes üzenetet. 1951. május 19.-én házasodtak össze. Ebből a házasságából három lánya született: Catherine (1952), Anne (1959) és Frances (1960). McGoohan az 1970-es években családjával együtt letelepedett a Los Angeles-i Pacific Palisades negyedében.

## Halála és öröksége
McGoohan egy rövid betegség után halt meg 2009. január 13-án, a Saint John nevű egészségügyi központban a kaliforniai Santa Monicában. 80 éves volt. Halála után elhamvasztották. Az öröksége, amit maga után hagyott nem más, mint saját önéletrajza, ami először - még életében - 2007-ben jelent meg a Tomahawk Press c. könyvben, majd további életrajza 2011-ben a Supernova c. könyvben is.

## Filmográfia

### Mozi- és tévéfilmek
- 2002 - A kincses bolygó (Treasure Planet) ... Billy Bones (szinkronhang)
- 2000 - A Simpson család (The Simpsons) ... Number-Six (szinkronhang)
- 1998 - Columbo – Béke poraira (Columbo: Ashes to Ashes) ... Eric Prince
- 1997 - Hysteria ... Dr. Harvey Langston
- 1996 - Ha ölni kell (A Time to Kill) ... Omar Noose bíró
- 1996 - A fantom (The Phantom) ... a Fantom apja
- 1995 - A rettenthetetlen (Braveheart) ... I. Edward király
- 1990 - Columbo - Egy falatka sajt (Columbo: Agenda for Murder) ... Oscar Finch
- 1987 - Gyilkos sorok (TV Sorozat) ... Attorney Oliver Quayle
- 1986 - Tiszta vérvonal ... Dr. Felix Neumann
- 1985 - Pici - Az elveszett legenda titka (Baby... Secret of the Lost Legend) ... Dr. Erick Kiviat
- 1984 - Trespasses ... Fred Wells
- 1983 - Jamaica Inn ... Joss Merlyn
- 1981 - Kings and Desperate Men ... John Kingsley
- 1981 - Agyfürkészők (Scanners)
- 1979 - The Hard Way ... John Connor
- 1979 - Szökés az Alcatrazból (Escape from Alcatraz)
- 1978 - Magas rangú célpont (Brass Target)
- 1977 - Rafferty (TV Sorozat) ... Dr. Sid Rafferty
- 1976 - A vasálarcos férfi (The Man in the Iron Mask)
- 1976 - Száguldás gyilkosságokkal (Silver Streak)
- 1975 - Egy zseni, két haver, egy balek (Un genio, due compari, un pollo) ... Cabot őrnagy
- 1975 - Columbo – Személycsere (Columbo: Identity Crisis) ... Nelson Brenner/Colorado
- 1974 - Columbo – Hajnali derengés (Columbo: By Dawn's Early Light) ... Lyle Rumford
- 1971 - Mária, a skótok királynője (Mary, Queen of Scots) ... Stuart Jakab, Moray grófja
- 1970 - Holdfényháború (The Moonshine War)
- 1968 - Koroshi ... John Drake
- 1968 - Zebra kutatóbázis (Ice Station Zebra) ... David Jones
- 1967-1968 - The Prisoner (TV Sorozat) ... Number Six / Number Twelve
- 1964-1967 - Danger Man (TV Sorozat) ... John Drake
- 1963 - Dr. Syn kettős élete (The Scarecrow of Romney Marsh) ... Dr. Christopher Syn
- 1963 - Thomasina három élete ... Andrew McDhui
- 1963 - Disneyland (TV Sorozat) ... Dr. Christopher Syn
- 1962 - Reggeli üvöltés (The Quare Fellow)
- 1961 - Rendezvous (TV Sorozat) ... Gilbert Stoner / Priest
- 1960-1961 - Danger Man (TV Sorozat) ... John Drake
- 1960 - Tales of the Vikings (TV Sorozat) ... Kreegar
- 1959 - Folio (TV Sorozat) ... Michael O'Riordan
- 1958-1961 - ITV Play of the Week (TV Sorozat)
- 1958 - ITV Television Playhouse (TV Sorozat) ... Mat Galvin
- 1958 - Nor the Moon by Night ... Andrew Miller
- 1958 - This Day in Fear ... James Coogan
- 1958 - A cigány és az úriember (The Gypsy and the Gentleman)
- 1957 - Pokoli soförök ... C. 'Red' Redman
- 1957 - High Tide at Noon ... Simon Breck
- 1957 - Assignment Foreign Legion (TV Sorozat) ... Captain Valadon
- 1956-1957 - The Adventures of Aggie (TV Sorozat) ... Jocko / Migual
- 1956 - Zarak ... Moor Larkin
- 1956 - The Adventures of Sir Lancelot (TV Sorozat) ... Sir Glavin
- 1955-1958 - The Vise (TV Sorozat) ... Vance / Tony Mason
- 1955 - Moby Dick Rehearsed ... A Serious Actor / Starbuck
- 1955 - BBC Sunday-Night Theatre (TV Sorozat) ... Seth Makepeace
- 1955 - Sally Bowles (I Am a Camera)
- 1955 - Terminus (TV Sorozat) ... James Hartley
- 1954 - You Are There (TV Sorozat) ... William E. Gladstone

### A Columbo-epizódok közreműködőjeként
- 2000 - Columbo - Gyilkosság hangjegyekkel (Columbo: Murder with Too Many Notes) ... ügyvezető producer, forgatókönyvíró, rendező
- 1998 - Columbo - Béke poraira (Columbo: Ashes to Ashes) ... forgatókönyvíró, rendező
- 1990 - Columbo - Egy falatka sajt (Columbo: Agenda for Murder) ... rendező
- 1976 - Columbo - Utolsó üdvözlet a kapitánynak (Columbo: Last Salute to the Commodore) ... rendező
- 1975 - Columbo - Személycsere (Columbo: Identity Crisis) ... rendező

## Díjak
- Legjobb vendégszínész (drámasorozat) – Columbo (1975, 1990)

## Fordítás
- Ez a szócikk részben vagy egészben  a   Patrick McGoohan című angol Wikipédia-szócikk fordításán alapul.  Az eredeti cikk szerkesztőit annak laptörténete sorolja fel. Ez a jelzés csupán a megfogalmazás eredetét és a szerzői jogokat jelzi, nem szolgál a cikkben szereplő információk forrásmegjelöléseként.